# Eurypharsa
Eurypharsa is een geslacht van wantsen uit de familie van de Tingidae (Netwantsen). Het geslacht werd voor het eerst wetenschappelijk beschreven door Carl Stål in 1873.

## Soorten
Het genus bevat de volgende soorten:

- Eurypharsa championi Bergroth, 1922
- Eurypharsa farouki Silva, 1956
- Eurypharsa fenestrata Champion, 1898
- Eurypharsa nobilis (Guérin-Méneville, 1844)
- Eurypharsa phyllophila Drake, 1922
- Eurypharsa quadrifenestrata Bergroth, 1898